# Cucumber (Software)
Cucumber ist ein Behavior-Driven-Development-Werkzeug zur textuellen Spezifikation von Anforderungen an Software und zur automatisierten Überprüfung dieser Beschreibung auf ihre korrekte Implementierung.
Cucumber wurde ursprünglich in der Programmiersprache Ruby für Ruby-Anwendungen geschrieben, inzwischen unterstützt es aber auch viele andere Programmiersprachen wie Java, Kotlin, Scala, JavaScript, C++ und viele mehr.

## Beispiel
In Cucumber werden Funktionalitäten mittels der Beschreibungssprache „Gherkin“ geschrieben. Gherkin verwendet natürliche Schriftsprache als Grundlage, einzig bestimmte Schlüsselwörter werden besonders behandelt. Damit eine Funktionalität auf Deutsch geschrieben werden kann, muss am Beginn des Features # language: de angegeben werden. Damit sind u. a. die Schlüsselwörter Funktionalität, Grundlage, Szenario, Szenariogrundriss, Beispiele, Angenommen, Gegeben sei, Wenn, Dann, Und und Aber, sowie * vorbelegt.
Eine derartig beschriebene Funktionalität könnte beispielsweise aus einem einzigen Szenario bestehen und folgendermaßen aussehen:
```
# language: de
Funktionalität: Division
  Um dumme Fehler zu vermeiden
  müssen Kassierer in der Lage sein einen Bruchteil zu berechnen

  Szenario: Normale Zahlen
    Gegeben sei ich habe 3 in den Taschenrechner eingegeben
    Und ich habe 2 in den Taschenrechner eingegeben
    Wenn ich divide drücke
    Dann sollte das Ergebnis auf dem Bildschirm 1.5 sein

```

Diese in Gherkin auf Deutsch beschriebene Funktionalität kann jetzt beispielsweise in Ruby abgearbeitet werden. Dazu werden die mittels der Schlüsselwörter markierten Zeilen in einzelnen Schritten (engl. steps) abgearbeitet. Bei der Definition der Schritte (engl. step definitions) bedient sich Cucumber regulärer Ausdrücke, um ähnlich formulierte Schritte gleichermaßen abarbeiten zu können bzw. um auf variable Definitionen, wie die Zahlen 2, 3, und 1,5 in diesem Beispiel, reagieren zu können:
```
# frozen_string_literal: true

begin

  
require
 
'rspec/expectations'

rescue
 
LoadError

  
require
 
'spec/expectations'

end

require
 
'cucumber/formatter/unicode'

$LOAD_PATH
.
unshift
(
"
#{
File
.
dirname
(
__FILE__
)
}
/../../lib"
)

require
 
'calculator'

Before
 
do

  
@calc
 
=
 
Calculator
.
new

end

After
 
do

end

Angenommen
(
/ich habe (\d+) in den Taschenrechner eingegeben/
)
 
do
 
|
n
|

  
@calc
.
push
 
n
.
to_i

end

Wenn
(
/ich (\w+) drücke/
)
 
do
 
|
op
|

  
@result
 
=
 
@calc
.
send
 
op

end

Dann
(
/sollte das Ergebnis auf dem Bildschirm (.*) sein/
)
 
do
 
|
result
|

  
expect
(
@result
)
.
to
 
eq
(
result
.
to_f
)

end

```